# کوستلتس و هولشووا
کوستلتس و هولشووا (به چکی: Kostelec u Holešova) یک منطقهٔ مسکونی در جمهوری چک است که در ناحیه کرومیریژ واقع شده‌است. کوستلتس و هولشووا ۱۵٫۰۲ کیلومتر مربع مساحت و ۹۹۳ نفر جمعیت دارد و ۲۶۰ متر بالاتر از سطح دریا واقع شده‌است.